# وترالا
وترالا (به ایتالیایی: Vetralla) یک کومونه در ایتالیا است که در استان ویتربو واقع شده‌است.

## خصوصیات
وترالا ۱۱۳٫۰۱ کیلومترمربع مساحت و ۱۳٬۵۰۸ نفر جمعیت دارد و ۳۰۰ متر بالاتر از سطح دریا واقع شده‌است.